# Gettkanten
Gettkanten, litauisch Gedkantai, ist ein verlassener Ort im Rajon Krasnosnamensk der russischen Oblast Kaliningrad.
Die Ortsstelle befindet sich an der Grenze zu Litauen zwei Kilometer südwestlich von Kutusowo (Schirwindt) an der Straße nach Tretjakowo (Sodargen) am Zufluss der Polewaja (dt. Opelis, 1938 bis 1945: Niederfließ) in den Grenzfluss Scherwinta (dt. Schirwindt).

## Geschichte

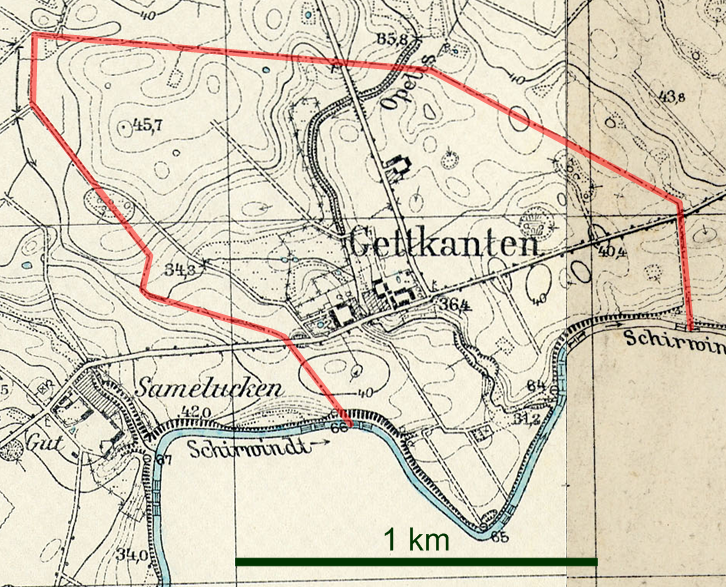
Die Gemeinde Gettkanten auf zwei Messtischblättern von 1937

Der Ort wurde 1692 gegründet und zunächst mit Kissehlen, Gischeln, Kischehlen, Kischelen und Jettkanten bezeichnet. Um 1780 war Gettkandten ein Schatull-kölmisches Dorf. 1874 wurde die Landgemeinde Gettkanten in den neu gebildeten Amtsbezirk Schirwindt im Kreis Pillkallen eingegliedert. 1945 kam der Ort in Folge des Zweiten Weltkrieges mit dem nördlichen Ostpreußen zur Sowjetunion. Einen russischen Namen erhielt er nicht mehr.

### Einwohnerentwicklung
| Jahr | Einwohner |
| ---- | --------- |
| 1867 | 53        |
| 1871 | 48        |
| 1885 | 52        |
| 1905 | 23        |
| 1910 | 34        |
| 1933 | 25        |
| 1939 | 25        |

## Kirche
Gettkanten gehörte zum evangelischen Kirchspiel Schirwindt.